# Zora caucasia
Espèce
Zora caucasia est une espèce d'araignées aranéomorphes de la famille des Miturgidae.

## Distribution
Cette espèce est endémique de Russie. Elle se rencontre en Ossétie du Nord-Alanie, en Adyguée, en Karatchaïévo-Tcherkessie et dans le Kraï de Krasnodar.

## Description
Le mâle holotype mesure 3,25 mm et la femelle paratype 4,12 mm.

## Systématique et taxinomie
Cette espèce a été décrite par Ponomarev, Mikhailov et Shmatko en 2024.

## Étymologie
Son nom d'espèce lui a été donné en référence au lieu de sa découverte, le Caucase.

## Publication originale
- Ponomarev, Mikhailov & Shmatko, 2024 : « Review of the spider genus Zora C.L. Koch, 1847 (Aranei: Miturgidae) of Ciscaucasia and the Russian Caucasus. New data on the fauna and distribution, with material from neighbouring regions. » Arthropoda Selecta, vol. 33, no 4, p. 589-607.